# Europska zračna luka Basel-Mulhouse-Freiburg
Europska zračna luka Basel-Mulhouse-Freiburg (IATA: BSL, MLH, EAP, ICAO: LFSB) je međunarodna zračna luka 6 km sjeverozapadno od Basela (Švicarska), 22 km jugoistočno od Mulhousea (Francuska), i 70 km južno od Freiburga (Njemačka). Nalazi se u Francuskoj, na administrativnoj teritoriji općine Saint-Louis u blizini švicarske i njemačke granice.

## Međunarodni status
Basel-Mulhouse-Freiburg je jedan od rijetkih zračnih luka u svijetu na kojoj zajednički djeluju dvije zemlje, Francuska i Švicarska što je regulirano međunarodnom konvencijom iz 1949. godine. Sjedište poslovanja nalazi se u Blotzheimu u Francuskoj. Zračna luka nalazi se u potpunosti na francuskom teritoriju a sa švicarskim carinskim područjem u Baselu povezana je pograničnom cestom. Zračna luka djeluje na osnovi sporazuma iz 1946. godine po kojem su tri zemlje (Švicarska, Njemačka i Francuska) dobile pristup do zračne luke bez carinskih ili drugih graničnih ograničenja. Uprava zračne luke ima po 8 članova iz Francuske i Švicarske i dva savjetnika iz Njemačke.
Zgrada zračne luke podijeljena je u dva odvojena dijela: švicarski i francuski. Kada se Švicarska u ožujku 2009. pridružila Schengenskom sporazumu područje za prihvat zrakoplova preuređeno je u schengensku i ne schengensku zonu.
Radi neuobičajenog međunarodnog statusa, zračna luka ima tri IATA koda: BSL (Basel) je švicarski kod, MLH (Mulhouse) je francuski kod i EAP (EuroAirport) je međunarodni kod. ICAO kod je LFSB. Zračna luka Ženeva ima sličan međunarodni status.

## Vanjske poveznice
- EuroAirport Basel Mulhouse Freiburg (službena stranica) (engl.) (fr.) (njem.)
- Fly-EuroAirport.com (službena B2C stranica EuroAirporta) (engl.) (fr.) (njem.)
- Aéroport de Bâle-Mulhouse (Udruženje francuskih zračnih luka) (fr.)